# Thomas Canning
Thomas Canning (* 12. Dezember 1911 in Brookville, Pennsylvania; † 4. Oktober 1989) war ein US-amerikanischer Komponist und Musikpädagoge.
Canning studierte Komposition am Oberlin College bei Normand Lockwood (Bachelor 1936) und der Eastman School of Music der University of Rochester bei Howard Hanson und Bernard Rogers (Master 1940). Er unterrichtete von 1936 bis 1941 am Morningside College in Sioux City, Iowa und 1945–46 an der Indiana University of Pennsylvania. Nach einem Jahr am Royal Conservatory of Music der University of Toronto war er von 1947 bis 1963 Lehrer an der Eastman School of Music. Bis zu seiner Emeritierung 1977 war er Professor an der West Virginia University.
Neben einer Reihe von Chorwerken komponierte Canning u. a. eine Kinderoper sowie Kammermusik. Bekannt wurde seine Fantasy on a Hymn by Justin Morgan für doppeltes Streichquartett. Der Keyboarder Tom Canning ist sein Sohn.

## Werke
- Three Pieces for Clarinet & Piano, 1942
- Rogation Hymn, 1950
- The Shepherd Christmas Carol, 1950
- The Temptation of Jesus, 1950
- Rondo for Percussion and Brass, 1953
- A Christmas Greeting, 1954
- Mudras, 1955
- That good old Mountain Dew, 1955
- The Troubles of my Heart are enlarged, 1955
- Wisdom hath builded her House, 1955
- How beau8tiful upon the Mountains, 1956
- All Abourd for Ararat, Kinderoper, 1957
- Four Christmas Peaces, 1957
- Hope College Service - Fold Amen, 1957
- My Doul Thirteth for God, 1957
- An Offering of Carols & Rounds, 1957
- Spring, 1957
- Baccalaureate Processional, 1958
- A little Child ther is born, 1958
- Good Kytt Hath lost her key, 1959
- O God, Our Lord, thy Holy Word, 1959
- Aurelia: Processional, 1960
- The Builders, 1960
- Nature's Playmates, 1960
- Sonata for Organ, 1960
- Spirit of God, 1960
- Covenant Hymn, 1961
- Psalm 1, 1961
- A Child this Day is born, 1962
- Anthem: All Creatures of our God and King, 1963
- A Carol of Praise, 1964
- God is my strong Salvation, 1964
- Three Songs, 1964
- Trumpets on the Tower, 1964
- Antiphon and Psalm, 1965
- Praise, 1965
- Two Songs, 1966
- Gratitude to the God of Nature, 1967
- Bless the Lord, all works of the Lord, 1968
- Inaugural Fanfare, 1968
- A Hymn for our Nation, 1969
- Variations for Piano and Percussion, 1970
- Bless the Lord, oh my Soul, 1972
- Perpetual Motion, 1972
- The Spirit of the Mountains, 1972
- Prelude & Chorale, 1975
- The chambered Nautilus, 1976